# Ofensiva de Riga (1944)
A Ofensiva de Riga (em russo:  Рижская наступательная операция) foi parte da maior Ofensiva dos Bálticos na Frente Oriental durante a Segunda Guerra Mundial. Ela ocorreu no final de 1944 e expulsou as forças alemãs da cidade de Riga.

## Prelúdio
As forças soviéticas avançaram em direção à costa do Mar Báltico no início de sua Ofensiva de Tartu e no final da bem-sucedida Ofensiva Bielorrussa (Operação Bagration), durante julho e agosto de 1944, e, em certo ponto, haviam rompido até o Golfo de Riga. As vitórias em julho foram altamente inesperadas, e em 31 de julho, o comandante da 8ª Brigada Mecanizada comunicou-se com o quartel-general do corpo para notificá-los de que seus tanques haviam chegado à praia. Em um ato incomum, foi-lhes ordenado que enchessem várias garrafas de água do mar, assinassem e as enviassem de avião para o Kremlin como prova de que o Grupo de Exércitos Norte havia sido cortado da Alemanha. Durante agosto, o 18º Exército Alemão montou um contra-ataque, a Operação Doppelkopf. Simultaneamente, a linha Valga-Võrtsjärv, apoiada pelos batalhões locais da milícia estoniana Omakaitse, repeliu a forte pressão da ofensiva de Tartu do 3º Frente dos Bálticos soviético. O comandante do Grupo de Exércitos Norte, Ferdinand Schörner, planejou a Operação Aster para retirar suas tropas da Estônia continental. A ofensiva paralela de Riga veria as forças soviéticas aplicarem mais pressão sobre o Grupo de Exércitos Norte, que ainda controlava grande parte da Letônia e Estônia.

## Desdobramentos

### Exército Vermelho
Elementos de:
- 1º Frente dos Bálticos (General Ivan Bagramyan) *2º Frente dos Bálticos (General Andrei Yeremenko) **22º Exército *3º Frente dos Bálticos (General Ivan Maslennikov)

### Forças alemãs e afiliadas
- Grupo de Exércitos Norte (General Ferdinand Schoerner) **16º Exército (General Carl Hilpert) **18º Exército (General Ehrenfried-Oskar Boege) *Elementos do Grupo de Exércitos Centro temporariamente realocados para o Grupo de Exércitos Norte **3º Exército Panzer (General Erhard Raus) *Omakaitse

## A ofensiva
As forças soviéticas lançaram um ataque feroz no eixo de Riga em 14 de setembro de 1944. Em 4 dias, o 16º Exército Alemão havia sofrido sérios danos, enquanto no setor do 18º Exército, dez das dezoito divisões alemãs haviam sido reduzidas ao nível de Kampfgruppe. No segmento norte, ao longo do Lago Võrtsjärv e dos rios Väike Emajõgi e Gauja, o 3º Frente dos Bálticos soviético atacou o XXVIII Corpo de Exército alemão, apoiado pelos batalhões do Omakaitse. Em batalhas ferozes, as unidades alemãs e estonianas mantiveram suas posições.
Do sul, o 43º Exército ameaçava as aproximações a Riga, onde o X Corpo alemão havia sido destruído. Schoerner começou a mover suas divisões para a Península da Curlândia, com a intenção de encurtar a frente e recuar de Riga. Um contra-ataque foi realizado pelo XXXIX Corpo Panzer do 3º Exército Panzer, temporariamente colocado sob o comando geral de Schörner, mas a oposição soviética era forte demais.
Enquanto isso, o Stavka estava preparando um novo eixo de ataque sob o disfarce de um novo avanço em direção a Riga, sendo o novo plano apresentado em uma diretiva de 24 de setembro. Em 27 de setembro, o 16º Exército começou a relatar o movimento de tropas soviéticas "afastando-se" de sua frente, em direção ao sudoeste. Na verdade, várias grandes concentrações de forças soviéticas (notadamente os 4º Exército de Choque e 51º Exército) estavam sendo movidas para o sul em preparação para um grande avanço em direção a Memel pelo 1º Frente dos Bálticos. A inteligência alemã detectou o movimento de várias unidades envolvidas, mas não conseguiu detectar seu destino.
A ofensiva resultante, a Batalha de Memel, foi lançada em 5 de outubro; o 1º Frente dos Bálticos de Bagramyan destruiu o 3º Exército Panzer, finalmente rompendo a conexão terrestre entre o Grupo de Exércitos Centro e o Grupo de Exércitos Norte. As forças de Schoerner ao redor de Riga e na Curlândia agora estavam isoladas.
Em 9 de outubro, Schoerner sinalizou que atacaria em direção a Memel e tentaria restabelecer a conexão terrestre se Riga pudesse ser evacuada. As forças soviéticas estavam novamente avançando fora de Riga e colocaram a cidade ao alcance de artilharia em 10 de outubro. Deixando uma força de cobertura da 227ª Divisão de Infantaria e os canhões da 6ª Divisão Motorizada Antiaérea, o 18º Exército recuou por Riga para a Curlândia, destruindo pontes em seu caminho. Riga foi tomada por forças do 3º Frente dos Bálticos em 13 de outubro. Nos dias seguintes, unidades soviéticas foram relatadas em ação a oeste de Riga, afirmando que as forças alemãs haviam sido removidas da margem oriental do rio Lielupe em 17 de outubro.

## Consequências
O Grupo de Exércitos Norte foi empurrado para o Bolso da Curlândia, onde permaneceu isolado até o fim da guerra na Europa.

## Citações e referências
1. 1 2  Laar, Mart (2005). Estonia in World War II. Tallinn: Grenader
2. 1 2 3  Mitcham, p. 150
3. ↑  Toomas Hiio. Combat in Estonia in 1944. In: Toomas Hiio, Meelis Maripuu, Indrek Paavle (Eds.). Estonia 1940–1945: Reports of the Estonian International Commission for the Investigation of Crimes Against Humanity. [S.l.: s.n.]
4. ↑  Mitcham, p. 148
5. ↑  Glantz, p. 433
6. ↑  Glantz, p. 440
7. 1 2  Mitcham, p. 152
8. ↑  RIA Novosti Archive